# Pierre Miciol
Pierre Miciol, né le 19 décembre 1833 à Lyon, où il est mort le 10 octobre 1905, est un graveur et peintre français.

## Biographie
Pierre Miciol naît le 19 décembre 1833 à Lyon.
Il étudie la gravure à l'École des beaux-arts de Lyon puis à celle de Paris où il décroche le premier prix. Il part à Rome parfaire se technique de peinture sur verre en même temps qu'il se spécialise dans la réalisation du vitrail. Il y obtient le second prix de Rome en 1858. Après un séjour à la villa Médicis, il s'établit à Lyon à partir de 1866 où il fonde un atelier de peinture sur verre.
Il est membre du jury de l'Exposition de Lyon en 1894, section sculpture et gravure.
Pierre Miciol meurt le 10 octobre 1905 dans sa ville natale.

## Œuvres
Ses réalisations sont peu nombreuses en France, Pierre Miciol préférant se donner à l'enseignement, et il compte ainsi de nombreux élèves maître-verriers parmi lesquels le lyonnais Lucien Bégule.
Au cours de son passage à Lyon, il laissa la réalisation de six ensembles de vitraux qui comptent parmi les plus renommés de Rhône-Alpes[réf. nécessaire] :
- en 1867, les vitraux de la chapelle de l'Institution Saint-Joseph à Lyon ;
- en 1872, les vitraux des collatéraux de l'église Saint-Denis-de-la-Croix-Rousse à Lyon ;
- en 1874, le vitrail du mariage de la Vierge de l'église de Gleizé ;
- en 1874, le vitrail du baptême du Christ à Villefranche-sur-Saône ;
- en 1876, les vitraux de la chapelle des religieuses de la basilique Notre-Dame de Fourvière à Lyon ;
- en 1877, l'ensemble des 13 vitraux de l'église d'Anjou.

Cette dernière réalisation résume l'art de Pierre Miciol qu'il a pu porter à une certaine perfection. Les vitraux de l'église d'Anjou sont parmi les plus beaux de Rhône Alpes[réf. nécessaire] ; ils valent par l'homogénéité de l'ensemble, par la qualité des dessins, en particulier des personnages, et surtout par la beauté des couleurs. On peut citer le rouge de la tunique de saint Michel sur le deuxième vitrail, et les dégradés des bleus qui habillent tous les vitraux où le Christ est présent.

Œuvres de Pierre Miciol
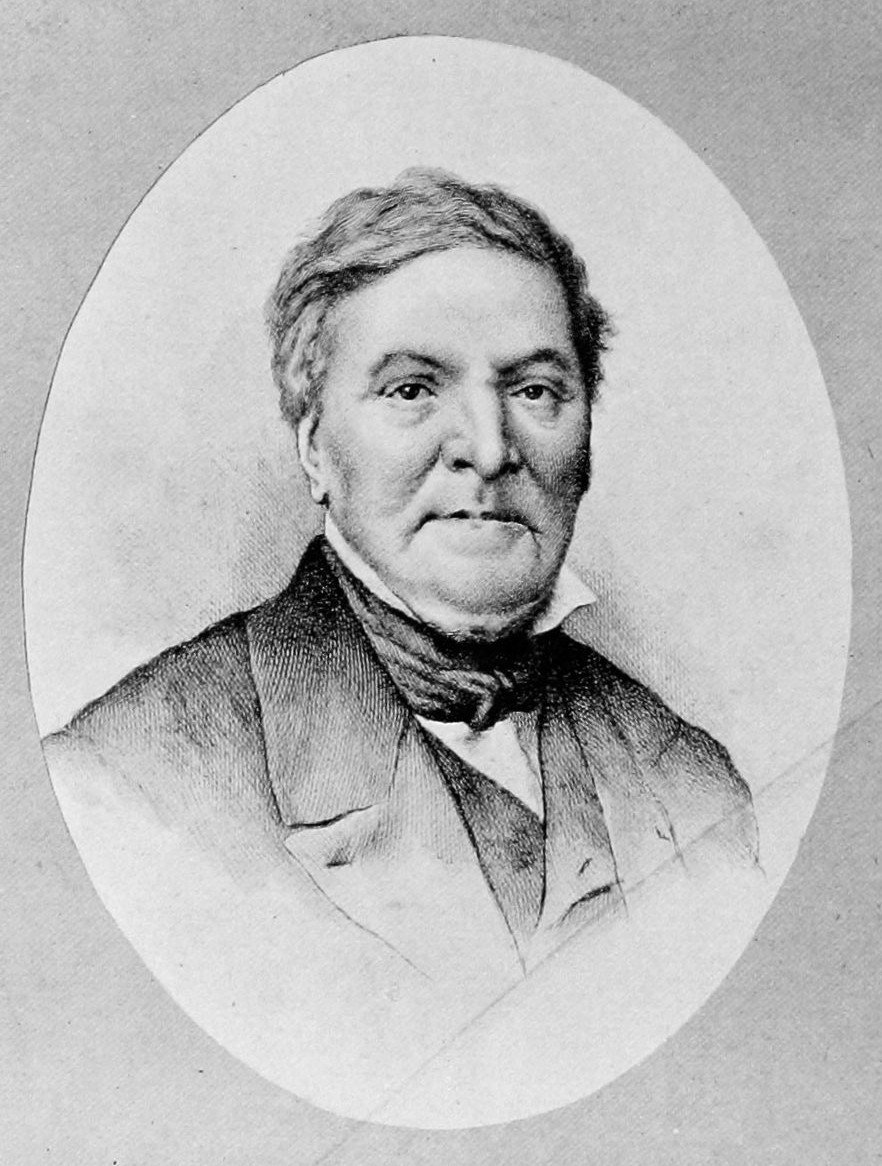
Claude-Anthelme Benoit (1899), gravure, Paris, BnF.
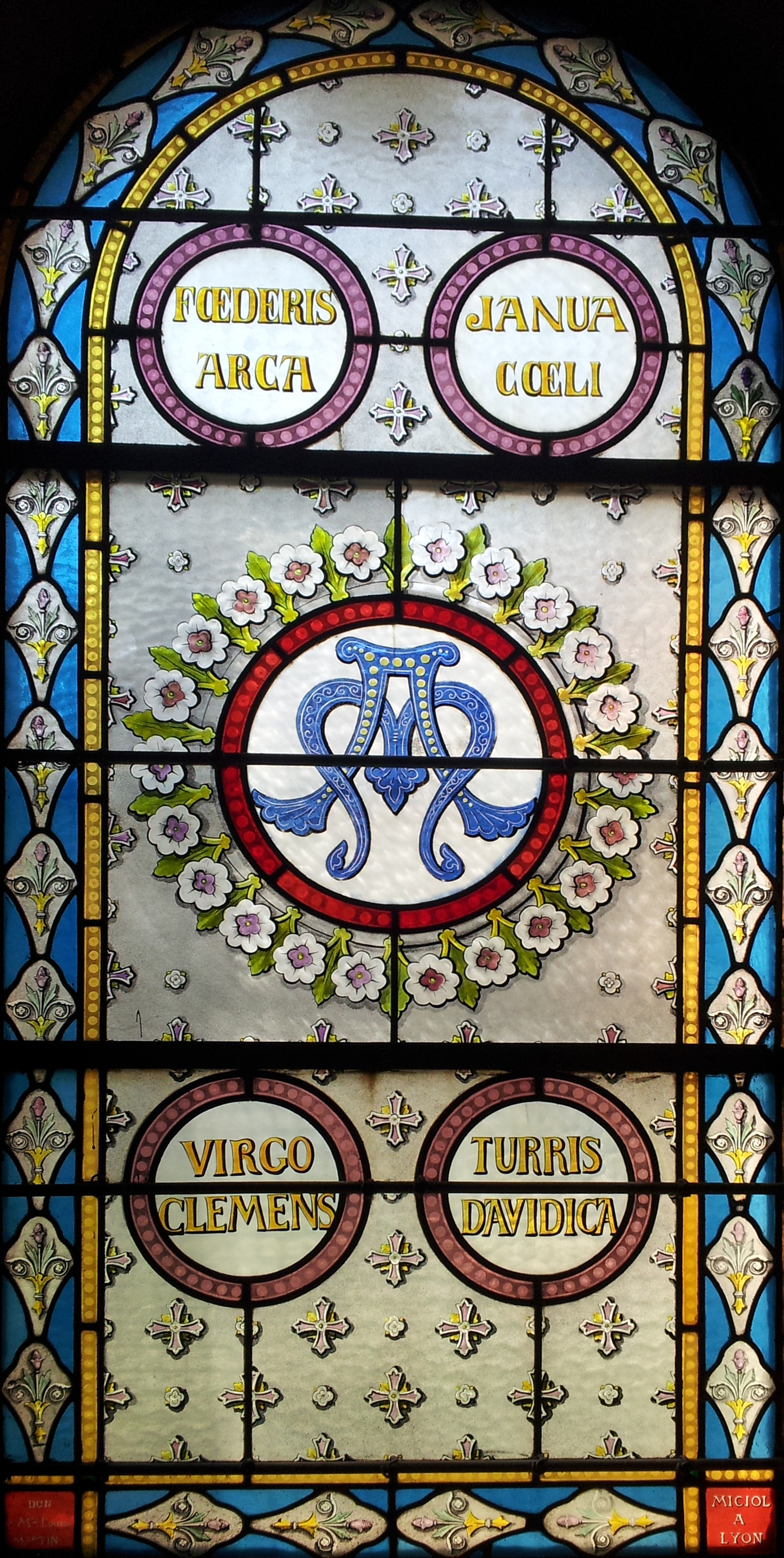
Vitrail, Marcy-l'Étoile, église Saint-Pierre.
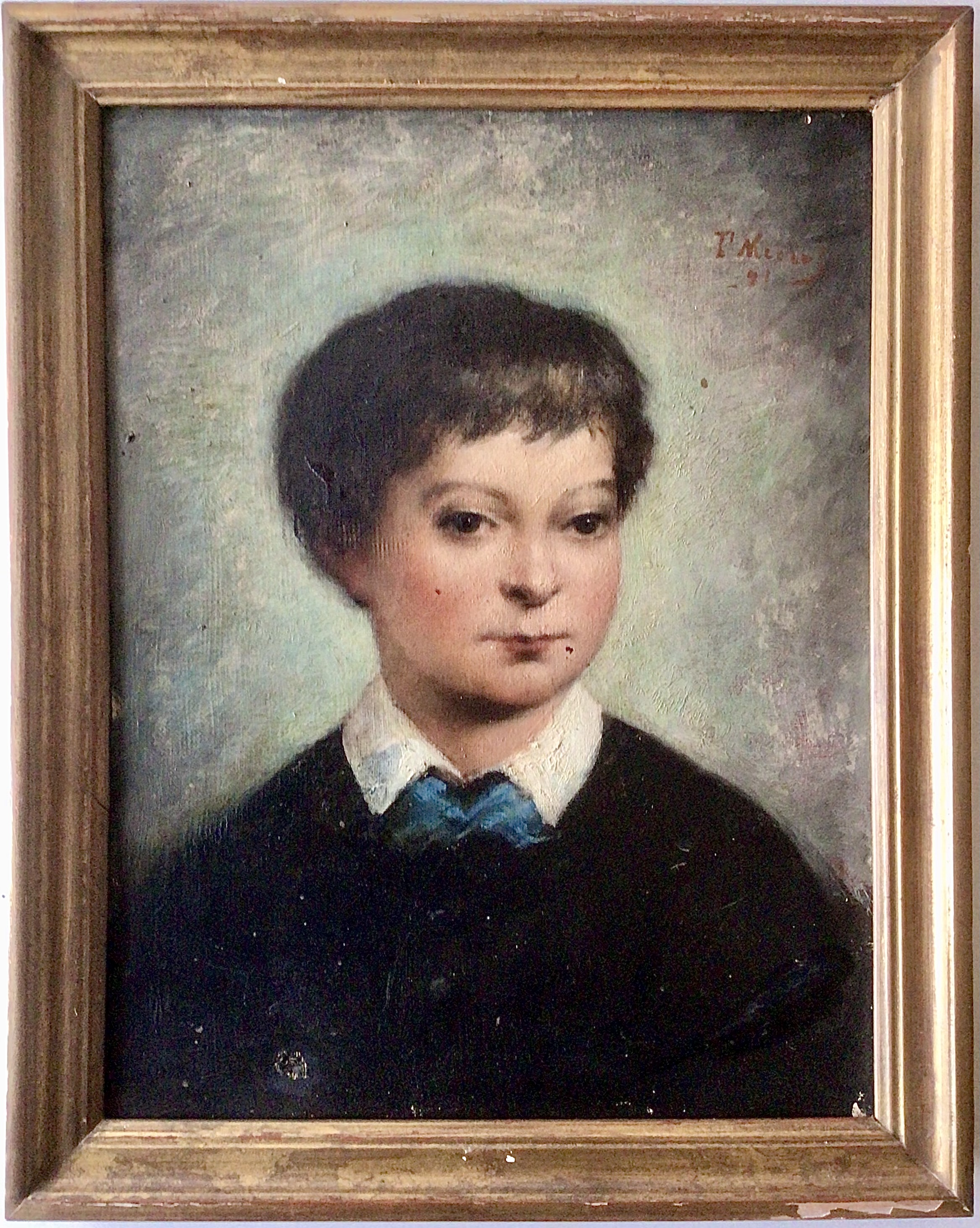
Portrait d'enfant (1891), huile sur toile, 27 × 35 cm, collection particulière.